# Arxiu Històric de la Comunitat Valenciana
L'Arxiu Històric de la Comunitat Valenciana, abans denominat oficialment Arxiu de la Generalitat, és l'arxiu que actua com a capçalera del Sistema Arxivístic Valencià i té la funció d'arxiu històric que conserva i serveix els fons documentals de la Generalitat Valenciana més les donacions considerades patrimoni documental valencià. La documentació de l'administració autonòmica valenciana de més de 30 anys es conserva en aquest arxiu mentre que la d'inferior antiguitat passa a l'Arxiu Intermedi de la Generalitat Valenciana.

## Història
Mitjançant el Decret 57/1984, de 21 de maig, es creà l'Arxiu Central de la Generalitat Valenciana, que es va convertir en "el primer arxiu d'una comunitat autònoma que es va crear". Aquest decret establia la missió de l'arxiu i, malgrat la denominació de "central", era per les seues funcions un arxiu general on s'enviava la documentació que perdia la seua vigència administrativa de l'administració autonòmica valenciana. El 12 de febrer de 1988 s'inaugurà el nou edifici de l'Arxiu amb capacitat per a 20 kilòmetres lineals de documentació repartits entre 13 dipòsits amb prestatgeries compactes i convencionals. L'arquitecte responsable de l'edifici fou Carlos Salvadores.
Més avant, la Llei 3/2005, de 15 de juny, de la Generalitat, d'Arxius establí que és l'arxiu capçalera del Sistema Arxivístic Valencià i que és un arxiu històric, exclusivament.
El 2006 es va construir l'Arxiu Intermedi de la Generalitat Valenciana perquè no s'acumulara tanta documentació a l'Arxiu Històric de la Comunitat Valenciana.
El 2009 es canvià la denominació oficial d'Arxiu de la Generalitat a l'actual denominació amb la modificació de la Llei 3/2005 d'Arxius. El mateix any l'Associació d'Arxivers i Gestors de Documents Valencians afirmà que l'Arxiu Històric no comptava amb suficient personal tècnic.
El 2011, el conseller d'Educació, Alejandro Font de Mora, i la consellera de Cultura, Trini Miró, acordaren que es traslladaren més de 50.000 documents de l'arxiu històric de l'Institut Lluís Vives a l'Arxiu.
El 2014, una diputada de les Corts Valencianes afirmà que la documentació administrativa de RTVV passaria a l'Arxiu Històric de la Comunitat Valenciana.
El 2016 passà a ser adscrita funcionalment a la Direcció General de Cultura i Patrimoni.
El 2018 la Junta d'Expurgació de Documents Judicials envià a l'Arxiu Històric 1.396 documents de la Guerra Civil que estaven emmagatzemats a l'arxiu judicial de Riba-roja. Aquests documents foren catalogats el 2020.

## Edifici
L'actual edifici, ubicat a l'avinguda Campanar, 32, de València, fou inaugurat el 1988 i consta de 6.000 metres quadrats de superfície, integrat en una altra organització. L'arxiu en sí ocupa la meitat de la planta baixa i tota la primera planta.
En la planta baixa hi ha les oficines, la sala de consulta, la direcció, la sala de treballs tècnics, la recepció, la molla i un dipòsit. En la planta alta hi ha 12 dipòsits. El juliol de 2007 s'ocuparen locals de la planta baixa per a la nova Conselleria de Cultura i Esport, deixant solament un espai mínim per a la consulta i els treballs tècniques de l'arxiu. Compta amb una dependència que agrupa tant la zona privada com la pública, on hi ha el despatx de la direcció i una xicoteta zona per a la consulta de documents.
La membrana impermeabilitzant està aparentment danyada, patint goteres quasi permanentment. Collado López (2016, p. 245) adjuntà fotografies d'aquests danys i de les goteres al seu treball de tesi doctoral.